# Parma Heights
Parma Heights város az USA Ohio államában, Cuyahoga megyében. Lakosainak száma 20 863 fő (2020. április 1.).

## Népesség
A település népességének változása:

| 2010 | 20 718 |
| 2020 | 20 863 |